# 85030 Admetos
85030 Admetos è un asteroide troiano di Giove del campo greco. Scoperto nel 1960, presenta un'orbita caratterizzata da un semiasse maggiore pari a 5,2624638 UA e da un'eccentricità di 0,0805614, inclinata di 22,68528° rispetto all'eclittica.
L'asteroide è dedicato ad Admeto, re di Fere.